# Eijsden
Eijsden (phát âmⓘ) (Limburgish: Èèsjde) là một đô thị ở phía nam Hà Lan, thuộc tỉnh Limburg. Đây là một trong những địa phương ở cực nam Hà Lan. Đô thị này trải dài đến biên giới giữa Hà Lan và vùng nói tiếng Pháp của Bỉ, Wallonia. Phía tây là sông Meuse là biên giới tự nhiên giữa hai quốc gia.

## Các trung tâm dân cư

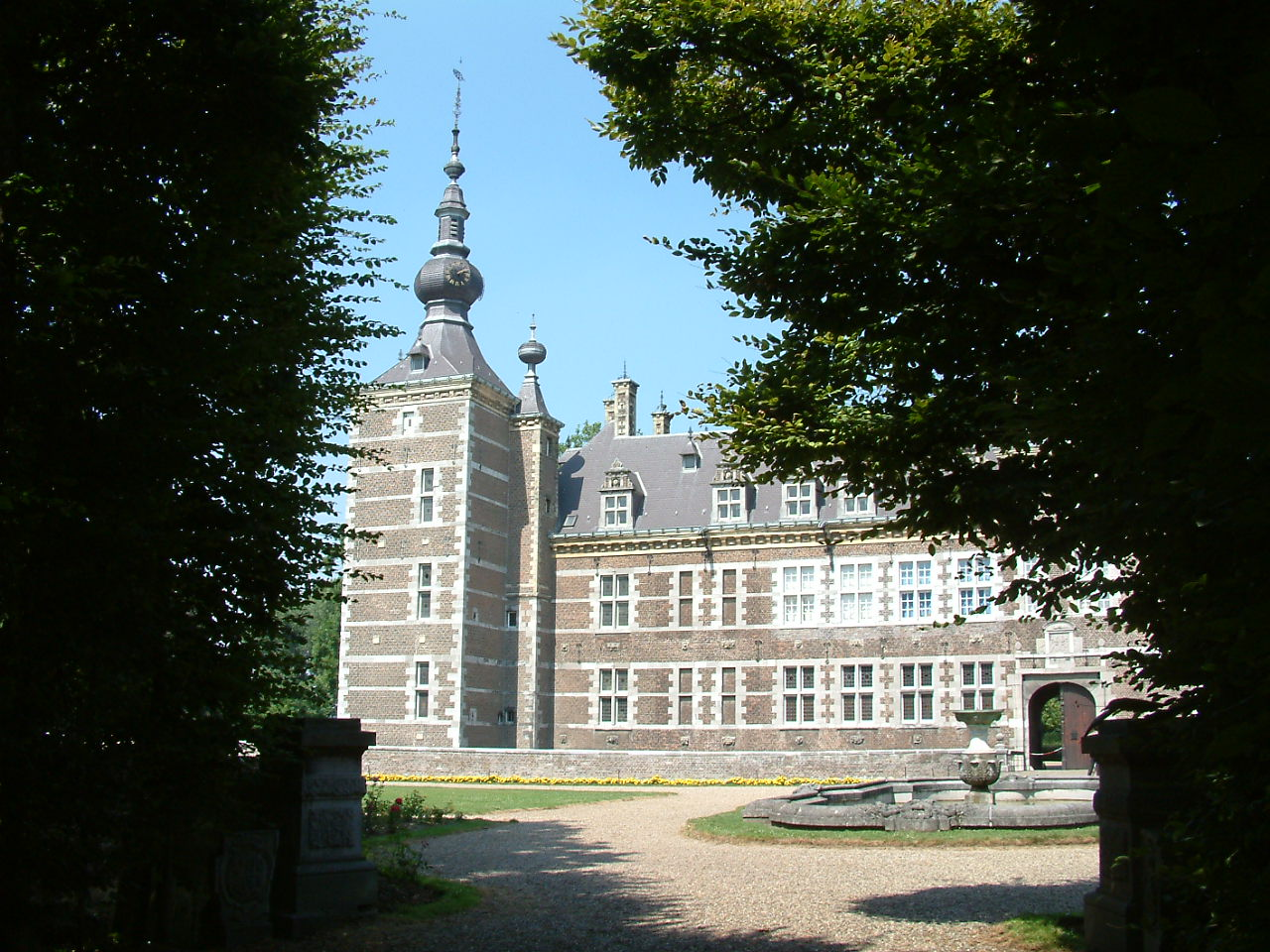
Lâu đài thế kỷ 17

- Eijsden
- Breust
- Gronsveld
- Mariadorp
- Mesch
- Oost-Maarland
- Rijckholt
- Withuis